# 大派爾施泰因山

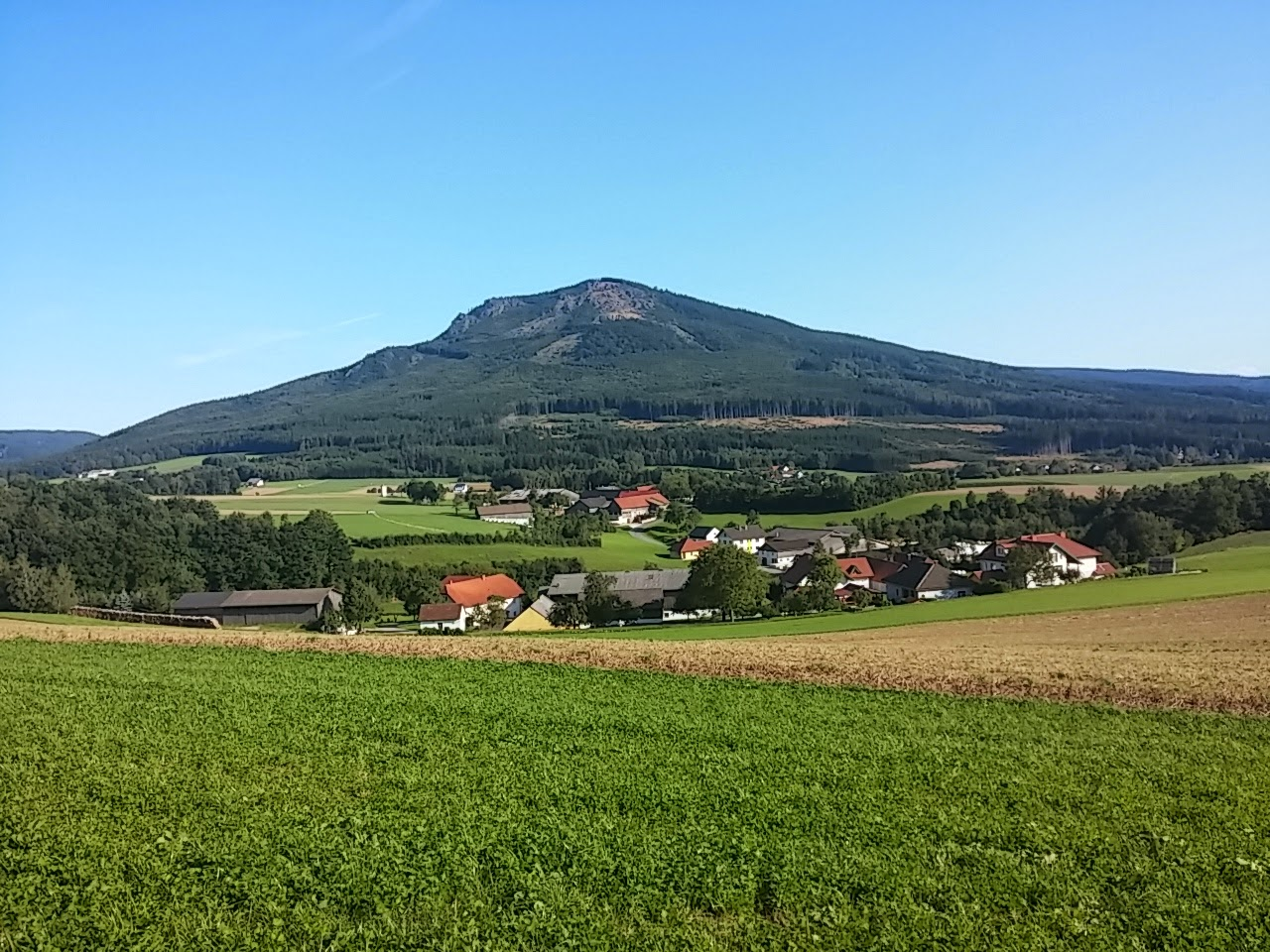

48°18′10″N 15°6′5″E / 48.30278°N 15.10139°E
大派爾施泰因山（德語：Großer Peilstein），是奧地利的山峰，位於該國東北部，由下奧地利州負責管轄，最高點海拔高度1,063米，該山峰每年平均降雨量1,173毫米。